# Mireia García Sánchez
Mireia García Sánchez (Viladecans, España, 31 de julio de 1981) es una nadadora retirada especializada en pruebas de estilo mariposa. Fue medalla de bronce en la prueba de 200 metros mariposa durante el Campeonato Europeo de Natación en Piscina Corta de 2000.
Representó a España en los Juegos Olímpicos de Sídney 2000.

## Palmarés internacional
| Campeonato Europeo de Natación | Campeonato Europeo de Natación | Campeonato Europeo de Natación | Campeonato Europeo de Natación |
| Año                            | Lugar                          | Medalla                        | Prueba                         |
| ------------------------------ | ------------------------------ | ------------------------------ | ------------------------------ |
| 2000                           | Helsinki (Finlandia)           | Medalla de bronce              | 200 m braza                    |